# Ibatia nigra
Ibatia nigra är en oleanderväxtart som först beskrevs av Joseph Decaisne, och fick sitt nu gällande namn av Morillo. Ibatia nigra ingår i släktet Ibatia och familjen oleanderväxter. Inga underarter finns listade i Catalogue of Life.